# Efrat
Efrat (hebr. אפרת) – samorząd lokalny i osiedle żydowskie położone w Dystrykcie Judei i Samarii, w zachodniej części Judei w Izraelu.

## Położenie
Miejscowość jest położona w bloku osiedli Gusz Ecjon, na południe od Jerozolimy, pomiędzy Betlejem a Hebronem, pomiędzy terytoriami Autonomii Palestyńskiej. Efrat położony jest 12 km na południe od Jerozolimy oraz 6,5 km od granicy z Autonomii Palestyńskiej

## Historia
Osada została założona w 1983 przez grupę religijnych osadników.

## Demografia
Zgodnie z danymi Izraelskiego Centrum Danych Statystycznych w 2006 roku w osadzie żyło 7,7 tys. mieszkańców.
Populacja osady pod względem wieku (dane z 2006):
| Wiek (w latach) | Procent populacji w % |
| --------------- | --------------------- |
| 0-4             | 11,3%                 |
| 5-9             | 11,4%                 |
| 10-14           | 12,4%                 |
| 15-19           | 13,6%                 |
| 20-29           | 16,8%                 |
| 30-44           | 14,9%                 |
| 45-59           | 14,9%                 |
| ponad 60        | 4,7%                  |

Źródło danych: Central Bureau of Statistics.

## Dalsza rozbudowa
W lutym 2009 Izrael podjął działania zmierzające do dalszej rozbudowy osiedla.

## Transport
Efrat oddalony jest ok. 20 minut jazdy samochodem od Jerozolimy. Z centrum można dojechać do osiedla autobusami komunikacji miejskiej liniami numer 161, 164, 165 i 167.